# Corb marí de Featherston
El corb marí de Featherston (Phalacrocorax featherstoni) és un ocell marí de la família dels falacrocoràcids (Phalacrocoracidae) que antany era considerat una subespècie de Phalacrocorax punctatus. Habita penya-segats i costes rocoses de les illes Chatham.